# Negohot
Negohot (en hebreo: נגוהות‎) es un asentamiento israelí ubicado en el sur de las colinas de Hebrón en Cisjordania (Palestina), sobre una elevación de 700 m s. n. m. al oeste de la ciudad palestina de Hebrón. Está organizado como un asentamiento comunitario bajo la jurisdicción del Concejo Regional Har Hebron. En 2016 tenía una población de 289 habitantes.
La localidad israelí más cercana es Shekef, un moshav a pocos kilómetros de la Línea Verde en el área de Hevel Lakhish de Shfela.
Muchos de los residentes adultos trabajan fuera del pueblo, aunque algunos emprendedores han iniciado pequeños negocios. Los niños de Negohot asisten a la escuela elemental 'Dvir' en Otniel. Negohot recibe asistencia de la organización Amana de desarrollo de asentamientos. El asentamiento dispone de un espacio recreativo y una biblioteca. Los servicios médicos para los residentes se ofrecen en la cercana Moshav Shekef.

## Historia
El pueblo fue fundado en 1982 como un puesto avanzado militar (Nahal). En 1998, las limitaciones de la brigada Nahal llevaron a que el asentamiento cambiara de manos y fuera entregado a soldados agrupados en una hesder yeshivá (un tipo particular de yeshivá), que se ofrecieron como voluntarios para un servicio adicional para mantener una presencia residencial en la cima de la colina. Los soldados renovaron el área, construyeron un bet midrash y finalmente terminaron su servicio militar y continuaron su vida familiar allí.
El 25 de septiembre de 2003, la noche de Rosh Hashana, un terrorista musulmán del grupo islamista de la yihad islámica mató a dos residentes del pueblo, incluyendo un bebé de siete meses de edad, mientras la familia comía el banquete de la festividad judía.
En octubre de 2017 se dio a conocer que las autoridades aprobaron el proyecto de construcción de 102 unidades de vivienda, destinadas a alojar nuevos residentes.

## Población
La población de Nehogot se ha mantenido relativamente estable en los últimos años. Según datos del 2015, el índice de masculinidad era levemente superior al promedio aritmético (52.4% varones y 47.6 % mujeres), con aproximadamente dos tercios de la población por debajo de los 19 años de edad.
| Gráfica de evolución demográfica de Negohot entre 2008 y 2016 |
|                                                               |
| Fuente: City Population                                       |

## Legalidad
A ojos de la comunidad internacional, los asentamientos israelíes suponen uno de los principales escollos del conflicto árabe-israelí. Numerosos tratados internacionales y resoluciones de Naciones Unidas prohíben la construcción de dichos asentamientos. Por ejemplo, la resolución 446 del Consejo de Seguridad de las Naciones Unidas afirma "que el Convenio de Ginebra relativo a la protección de personas civiles en tiempos de guerra, de 12 de agosto de 1949, es aplicable a los territorios árabes ocupados por Israel desde 1967, incluso Jerusalén". El artículo 49 del Cuarto Convenio de Ginebra, del que Israel es firmante, especifica que "la Potencia ocupante no podrá efectuar la evacuación o el traslado de una parte de la propia población civil al territorio por ella ocupado". Israel no está de acuerdo con esta postura y mantiene que el Convenio de Ginebra no se debe aplicar en Palestina puesto que no pertenecía legalmente a ningún país en el momento en el que la ocupó. La postura israelí ha sido rechazada por las Naciones Unidas, la Corte Penal Internacional y el Comité Internacional de la Cruz Roja.